# Gewone werfkever
De gewone werfkever, beukenboorkever, houtboorder, boorkever, zaagsprietige houtboorder (Hylecoetus dermestoides) is een kever uit de familie Lymexylonidae die voorkomt in vrijwel geheel Europa. Hij wordt 6 tot 18 mm lang, terwijl de larven 14 tot 20 mm groot worden. De kever komt voor van april tot juni.